# 의안대군 (1348년)
의안대군 이화(義安大君 李和, 1348년 ~ 1408년 10월 6일)는 고려 말의 무신, 선비이며 조선 초의 왕족, 무신, 문신이다. 고려에서 교주삭방강릉도 조전원수, 조선 건국 후 개국좌명공신 1등, 제1차 왕자의 난에는 이방원을 도와 정사공신 1등, 제2차 왕자의 난에도 이방원을 도와 좌명공신 2등에 책록되었다.
호는 이요정(二樂亭), 시호는 양소(襄昭)이다. 본관은 전주이며 환조 이자춘의 아들이자 태조 이성계의 이복 동생이다. 아들은 이지숭(李之崇)ㆍ완천군 이숙(李淑)ㆍ이징(李澄)ㆍ이담(李湛)ㆍ이교(李皎)ㆍ이회(李淮)ㆍ이점(李漸) 등이었고, 1녀는 고려 종실(高麗宗室) 왕 아무[王某]에게 시집갔다가 다시 최주(崔宙)에게 시집갔다.

## 생애
아버지는 환조 이자춘이고 어머니는 후에 정안옹주로 봉해진 김씨이다. 이성계, 이원계, 이천계의 이복 동생이다. 공민왕 때인 1370년 고려의 무관으로 천거되었다. 1385년 5월 교주삭방강릉도조전원수(交州朔方江陵道助戰元帥)가 되고 1388년(우왕 14) 4월 요동 정벌 시 조전원수의 한 사람에 임명되어 이성계를 따라 요동 정벌에 나섰다가 이성계가 위화도에서 회군할 때 같이 회군하여 회군공신에 봉해졌다. 그해 7월 숭인문사(崇仁門使)가 되었다.
그는 공양왕 때 이복 조카 이방원을 도와 정몽주를 죽이는 데 개입하였으며, 그 공으로 개국공신 1등으로 의안백(義安伯)에 봉해졌다가 뒤에 의안군(宜安君)으로 개봉되었다. 조선은 왕의 지친의 관직 활동이 원칙적으로 금지되어 있는 사회였으나, 그는 의정부찬성사를 거쳐 1407년 7월 영의정부사에 임명되었다. 태종 이방원이 이성계의 직계가 아닌 왕족은 왕위 계승의 권외로 밀려나는 대신, 일반 문무관처럼 벼슬길에 나갈 수 있는 길을 열어주었기 때문이다. 이때 태종에게 민무구, 민무질 형제에 대하여 죄줄 것을 청하는 상소를 하여 민무구 형제가 처형되는 데 결정적인 계기를 마련하였다.
1398년(태조 7) 제1차 왕자의 난 당시 정안군 이방원의 휘하에 출정, 이방원을 도운 공으로 진압 후 정사공신(定社功臣) 1등에 책록되었다. 1400년(정종 2) 제2차 왕자의 난에 다시 정안군 이방원의 휘하에 출정, 이방원이 회안대군 이방간, 의령군 이맹종 부자를 제압하고 승리하자 좌명공신(佐命功臣) 2등에 녹훈되었다. 죽은 뒤에는 태조의 사당에 함께 모셔졌다.

## 주요 경력
- 1392년 개국공신 1등·의안백(義安伯)
- 1398년(태조 7) 정사공신 1등
- 1400년(정종 2) 좌명공신 3등
- 1407년 영의정, 대군(大君)

## 가족 관계
- 아버지 : 환조 이자춘
  - 이복 형 : 태조 이성계
  - 이복 형 : 완풍대군
- 어머니 : 정빈 김씨
  - 정부인 : 삼한국대부인 순흥 안씨(三韓國大夫人 順興 安氏) - 영동정 안종기(安宗奇)의 딸
    - 아들 : 순천군 이지숭(順川君 李之崇)(1367 ~ 1419)

  - 계부인 : 삼한국대부인 교하 노씨(三韓國大夫人 交河 盧氏) - 경원군 노은(慶源君 盧訔)의 딸
    - 아들 : 완천군 이숙(完川君 李淑) (1373 ~ 1406)
      - 손 : 하령군 충민공 이양(河寧君 忠愍公 李穰, ? ~ 1453)

    - 아들 : 학천군 이징(鶴川君 李澄)(1375 ~ 1435)
    - 아들 : 영천군 이담(寧川君 李湛)(1379 ~ 1431)
    - 자부 : 해안 백씨(解安 白氏) 전서(典書) 백원순(白元珣)의 딸
      - 손 : 이효손(李孝孫)

    - 아들 : 전천군 이효(全川君 李洨)
    - 아들 : 흥천군 이회(興川君 李洄)
    - 아들 : 익천군 이점(益川君 李漸)
    - 딸 : 최주(崔宙)에게 하가(下嫁)

  - 첩 : 매화(梅花) - 관기(官妓)였으나, 관역(官役)을 면하고 이화의 첩이 됨

## 의안대군이 등장하는 작품
- 《용의 눈물》(KBS, 1996~1998, 배우:원석연)
- 《태종 이방원》(KBS, 2021~배우:이원발)

## 같이 보기
- 이화 개국공신녹권 - 국보 제232호
- 의안대군 사당 - 남양주시 향토유적 제4호, 1986년 4월 10일 지정